# Großsteingräber bei Lenzen
Die Großsteingräber bei Lenzen waren mehrere megalithische Grabanlagen unbekannter Zahl der jungsteinzeitlichen Trichterbecherkultur bei Lenzen, einem Ortsteil von Karwitz im Landkreis Lüchow-Dannenberg (Niedersachsen). Sie wurden im 19. Jahrhundert zerstört. Nach Johannes Heinrich Müller und Jacobus Reimers befanden sie sich südlich am Weg von Dannenberg (Elbe) nach Göhrde. Die Angabe ist etwas unklar, da der direkte Weg zwischen beiden Orten (die heutige B 216) nördlich von Lenzen verläuft; vermutlich war ein Standort nahe der südlich verlaufenden B 191 gemeint. Die Gräber besaßen Grabkammern, die von Hügelschüttungen ummantelt waren. Die Steine waren gespalten und verkauft, die Hügelschüttungen eingeebnet worden. Bei Mülers Untersuchung war nur noch die Hügelschüttung eines Grabes erhalten. Über Ausrichtung, Maße und Grabtyp der Anlagen liegen keine Informationen vor.